# Lieksa
Lieksa es una ciudad y municipio de Finlandia ubicado en la región de Carelia Septentrional.
En 2022, en un área de 4067,60 km², el municipio tenía una población de 10 375 habitantes, de los que algo menos de siete mil vivían en la propia ciudad.
El municipio y ciudad de Lieksa fue fundada en 1973, cuando la hasta entonces ciudad de mercado de Lieksa se fusionó con el vecino municipio rural de Pielisjärvi. Es una ciudad musical en la que cada año se suele organizar una fiesta llamada "Lieksan vaskiviikko".
Se ubica en la costa oriental del lago Pielinen, unos 50 km al sureste de Nurmes sobre la carretera 73.
Una película del año 2007 (partes de la cual fueron usadas para el videoclip de la canción "While your lips are still red" del grupo finés Nightwish) lleva el nombre de esta ciudad.
Lieksa está clasificada como un municipio del archipiélago según la ley de archipiélagos de Finlandia y es la ciudad más alejada del mar en la región de Fennoscandia.
El nombre "Lieksa" es de origen sami, con la palabra correspondiente en sami septentrional moderno siendo "leakša," que significa "valle pantanoso."

## Historia

### Primeros pasos en la región
Entre los objetos representativos de la Edad del Hierro en el área de Lieksa se encuentra un broche de bronce con decoración de botones, hallado en Kelvä y datado alrededor del año 800 (el original se encuentra en el Museo Nacional). El Tratado de Pähkinäsaari de 1323 dividió Karelia entre Suecia y Nóvgorod, quedando la región de Pielinen bajo la jurisdicción de Nóvgorod. Durante el dominio novgorodiano, se establecieron asentamientos permanentes de carelios en la zona, con colonos que se mudaron desde el sur de Karelia hacia tierras familiares de caza. A finales del siglo XV ya existían los primeros pueblos alrededor de Pielisjärvi (incluyendo Lieksa y Viensuu). Tras el Tratado de Täyssinä, Pielisjärvi quedó bajo la influencia de Moscú, pero el Tratado de Stolbovo de 1617 incorporó a Pielisjärvi a Suecia, incluyéndose en la provincia de Käkisalmi. En el siglo XVI, Luka Räsäinen, un líder carelio de Lieksa, participó en las batallas entre rusos y suecos. En el siglo XVII, colonos de Savonia llegaron a la región de Pielisjärvi para practicar la agricultura mediante la quema de campos.

### Brahea, la ciudad de Pietari Brahe
Lieksa fue un importante centro de comercio ya en la Edad Media. A mediados del siglo XVII, Pielisjärvi se incorporó al extenso condado de Kajaani. El conde Pietari Brahe, cuyo feudo incluía la región, fundó la ciudad de Brahea cerca de la desembocadura del río Lieksanjoki en 1653 para apoyar el comercio con Karelia Blanca.
Durante la Guerra de Ruptura, se construyó una fortaleza de troncos, conocida como "skanssi", para defender la ciudad. La fortaleza medía 71 por 53 metros y tenía torres redondas en cada esquina y dos puertas. En su interior había una taberna.
En Brahea se encontraban varios edificios clave, incluyendo un ayuntamiento, una capilla ortodoxa, casas de burgueses y una iglesia luterana construida en 1667, ubicada en el sitio de la iglesia actual. En 1663, se estableció una escuela en la ciudad.
Brahea fue disuelta en 1681, un año después de la muerte del conde Brahe. Pielisjärvi fue anexada al condado de Kajaani, y bajo las órdenes del gobernador Hindrich Piper, la ciudad de Brahea fue destruida. En 1685, Salomon Ehnberg, quien arrendó Pielisjärvi de la corona, demolió los edificios restantes y aró la tierra para convertirla en campos.
En su apogeo, Brahea tenía alrededor de 350 habitantes. Tras su disolución, el lugar se convirtió en el pueblo de la parroquia de Pielisjärvi.
El tema del escudo de armas actual de la ciudad de Lieksa proviene del sello de la ciudad de Brahea de 1669.

### Pueblo de la parroquia de Pielisjärvi después de la disolución de Brahea
En 1685, Pielisjärvi fue arrendada a Salomon Ehnberg, quien pronto delegó las tareas de recaudación de impuestos a Simon Affleck, quien se hizo conocido en el folklore local como "Simo Hurtta". La era de los recaudadores de impuestos continuó hasta la Gran Guerra del Norte, durante la cual el poder pasó temporalmente a los rusos. Posteriormente, los recaudadores de impuestos no lograron recuperar el control sobre los habitantes de Pielisjärvi.
A finales del siglo XVII, las malas cosechas y el hambre afectaron a Pielisjärvi, lo que provocó disturbios contra las autoridades. La gente se levantó varias veces, especialmente contra Simon Affleck, a quien despreciaban.
Desde el período posterior a la Gran Guerra del Norte hasta la Guerra de Finlandia, dos rectores destacados sirvieron en Pielisjärvi: Jakob Stenius el Viejo (Korpi-Jaakko) (1704-1766) y Jakob Stenius el Joven (Koski-Jaakko) (1732-1809).

### El surgimiento de la Lieksa moderna
Gradualmente, Lieksa se convirtió en el centro de la región de Pielisjärvi y fue establecida como una comunidad densamente poblada en 1900. La región prosperaba gracias a la industria maderera y era conocida como un centro de madereros. Lieksan Sähkö Oy fue fundada en septiembre de 1918 y, al no contar con producción propia de electricidad, decidió construir una planta de energía. Se arrendó un terreno del propietario de la finca Hovila a lo largo del río Lieksanjoki, y se instaló un generador de casi 40 kW impulsado por una turbina de vapor alimentada con leña. A principios de 1919, los hogares en Lieksa comenzaron a recibir luz eléctrica, y en noviembre de ese año, la compañía se registró en el registro mercantil. La planta de energía de Pankakoski se completó y se puso en funcionamiento en abril de 1912.
Un devastador incendio en 1934 destruyó la mayoría de los edificios antiguos del centro de la ciudad, y solo unos pocos sobrevivieron. La reconstrucción después del incendio llevó a la creación de la localidad de mercado de Lieksa en 1936.
La Lieksa moderna se formó en 1973 cuando la localidad de mercado de Lieksa y el municipio de Pielisjärvi se fusionaron, convirtiendo a Lieksa en una ciudad. Durante mucho tiempo, fue la ciudad más grande de Finlandia en términos de área.

## Administración
Desde 2015, Jarkko Määttänen fue el alcalde de la ciudad de Lieksa , pero en el otoño de 2023 asumió el cargo de alcalde en el municipio de Muurame . Arto Sihvonen ejerce como alcalde interino .
El concejo municipal de Lieksa tiene 35 escaños, de los cuales, durante el período 2021–2025, 13 pertenecen al Partido de Centro (Keskusta) y 10 al Partido Socialdemócrata (SDP).

## Educación
En 2018, Lieksa contaba con cinco escuelas de educación básica para los grados 1–6: la escuela Jamali, la escuela central de Lieksa, la escuela Koli, y las escuelas de Rantala y Vuoniskylä (Vuonisjärvi). Varias escuelas de educación básica en Lieksa fueron cerradas entre los años 2000 y 2010, como las de Hattuvaara, Kankaala, Kylälahti, Lamminkylä, Merilä, Nurmijärvi, Pankakoski, Rauhala, Surpeenvaaran, Varpanen, Viekki, Viensuu y Vuonislahti. La escuela secundaria (grados 7–9) es la escuela secundaria de Keskuskoulu. Debido a la disminución en el número de estudiantes, se decidió cerrar las escuelas Jamali y Vuoniskylä a principios de la década de 2020. En Lieksa también hay una escuela secundaria superior (lukio), llamada Lieksan lukio.
El Instituto Profesional del Norte de Carelia (Pohjois-Karjalan Ammattiopisto) tiene alrededor de 330 estudiantes en Lieksa y dos sedes: en Kuhmonkatu y en Rauhala, ofreciendo programas de estudio en mecánica automotriz, automatización, informática, enfermería, administración comercial, soldadura, procesamiento de papel, construcción, y cocina a gran escala. La sede del Instituto de Educación de Adultos del Norte de Carelia se encuentra en la zona de Rauhala, en Oravatieltä.
El Colegio Cristiano de Lieksa opera en Kylälahti, a unos 15 kilómetros al norte del centro de Lieksa. El Conservatorio de Música de Carelia del Pielinen está ubicado en Koski-Jaakonkatu y trabaja en conjunto con sedes en Nurmes, Ilomantsi, Valtimo y Juuka, contando con unos 26 profesores. En las instalaciones del conservatorio (antiguamente un hospital) se encuentra la oficina del Festival de Bronces de Lieksa (Lieksan Vaskiviikko). Además, la ciudad cuenta con una escuela de educación para adultos que ofrece cursos y conferencias sobre historia, literatura, tecnología de la información, lenguas, música, arte, deporte y habilidades prácticas.

## Cultura
Lieksa es conocida como una ciudad musical. Su evento musical más importante es Lieksan Vaskiviikko, y la banda más reconocida es la Orquesta de Viento Juvenil de Lieksa (Lieksan Nuorisopuhallinorkesteri). La educación musical se imparte a través del Conservatorio de Música de Carelia del Pielinen.
El centro cultural de Lieksa cuenta con una sala de conciertos con capacidad para 400 personas, llamada Brahesali.
Los servicios bibliotecarios se ofrecen a través de la biblioteca principal de Lieksa, el autobús bibliotecario Hilippa, y las bibliotecas del consorcio Vaara.
Entre los platos tradicionales de la región de Lieksa, se destacan en la década de 1980 el patakukko, un pastel que contiene perca y cerdo, y los kokkoset, empanadas rellenas de arroz y huevo.
El festival de Herättäjäjuhlat se celebró en Lieksa en 1978.

## Cementerios
El cementerio de Lieksa se encuentra en Mähkölä, en la calle Kirkkotarhantie. El antiguo cementerio de Pielisjärvi está ubicado en Rauhala y alberga, entre otras cosas, una tumba común de quince personas que cayeron en 1918. Uno de los cementerios más antiguos de Pielisjärvi se sitúa alrededor de la actual iglesia. El cementerio más antiguo ha quedado bajo la orilla del puente en la carretera principal 73, junto a la iglesia.
En la región de Lieksa hay al menos cerca de una veintena de sitios de enterramiento, siendo el más conocido el cementerio de Savijärvi.

## Atracciones Turísticas
- Iglesia de Lieksa: Un lugar central para la comunidad, destacando por su arquitectura.
- Iglesia de Paateri: Diseñada por Eva Ryynänen, inaugurada en 1991, con una entrada impresionante.
- Casa Principal de la Mansión Hovila: Diseñada por C. L. Engel en 1848, es un ejemplo destacado de la arquitectura histórica.
- Colección de Cráneos de Oso de Väinö Heikkinen: Un atractivo único que muestra la fauna local.
- Koli: Una montaña de 347 m que ofrece vistas panorámicas espectaculares.
- Centro Cultural de Lieksa: Inaugurado en 1985, alberga eventos culturales y artísticos.
- Central Hidroeléctrica de Lieksankoski: Diseñada por Alvar Aalto en 1960, una obra maestra de la arquitectura moderna.
- Iglesia de la Frontera de Jongunjoki: Diseñada por Rafael Blomstedt en 1948.
- Iglesia de Pankakoski: Diseñada por Veijo Martikainen en 1962, conocida por su diseño moderno.
- Parque Nacional de Patvinsuo: Un espacio natural protegido que ofrece rutas de senderismo y vistas de la naturaleza.
- Museo de Pielinen: Un lugar para explorar la historia y cultura de la región.
- Zoo Eläinpuisto PikkuKili: Un zoológico familiar que presenta animales locales.
- Iglesia de San Elías: Diseñada por Selim Savonius en 1960.
- Cascadas de Ruunaa: Un hermoso paisaje natural ideal para excursiones.

#### Estatuas y Monumentos
- Estatua de Vonkamies (o estatua de los leñadores), Eino Räsänen, 1959, en Pielisentie.
- Estatua de Pietari Brahe, Eva Rynänen, 1953, original en Kirkkopuisto, actualmente en Hovilanpuisto.
- Monumento a Ilmari Juutilainen, homenaje al piloto de combate más exitoso de Finlandia, cerca de la estación de tren.
- Monumento en honor a los caídos en la Guerra de Invierno y la Guerra de Continuación, Heikki Varja, 1959, en Kirkkopuisto.
- Estatua del Pozo de Comercio, Taisto Martiskainen, 1966, frente a la antigua tienda Lieksan Kauppa Oy.
- Monumento al Encuentro de Oriente y Occidente, piedra, Kauko Kortelainen, 1999, junto al antiguo puente arqueado.
- Monumento a los habitantes de Ruokolahti en el pueblo de Savijärvi.
- Monumento a los mártires caídos por su libertad y convicciones en 1918, cementerio antiguo de Lieksa.
- Estatua conmemorativa de las Batallas de Rukajärvi (4.7.–12.9.1941), Erkki Karvinen & Heikki Häiväoja, 1966, en Vapaudenpuisto.
- Monumento a los años de hambre 1866–68, piedra en el antiguo cementerio cerca de la intersección de Lamminkyläntie y Koulutie en Mähkö.
- Monumento a la Batalla de Jauhiaisensalmi (10.10.1808), terminado en 1930, en Vuonislahti.
- Monumento a Vorna, 8.10.1808, donde 100 pielisjärveläistä lucharon contra los rusos bajo el mando de Stenius, inaugurado el 8.10.1928 en Kelvä.

## Clubes Deportivos de Lieksa
Lieksa cuenta con una variedad de clubes deportivos que ofrecen oportunidades para participar en diversas disciplinas. Algunos de los clubes más destacados son:
- Brahean Uimarit: Club de natación que fomenta el desarrollo de habilidades acuáticas entre los jóvenes y adultos.
- Carelian Eastpoint ry: Club especializado en deportes de trineo, promoviendo la práctica de actividades al aire libre.
- Jamalin Sisu: Club de deportes que incluye varias actividades físicas y competiciones.
- Kevätniemen Kehä: Club de boxeo que apoya a los atletas en su entrenamiento y competiciones.
- Lieksan Chido-Kan: Organización dedicada a las artes marciales, enfocándose en la práctica del karate.
- Lieksan Hiihtoseura: Club de esquí que organiza actividades y competiciones de esquí de fondo.
- Lieksan Hurtat: Club de perros de trineo que promueve el deporte y el entrenamiento con perros.
- Lieksan Into: Club deportivo que ofrece una variedad de actividades y competiciones para todas las edades.
- Lieksan Han Moo Do: Escuela de artes marciales que enseña Han Moo Do, un arte marcial coreano.
- Lieksan Jigoku: Club de artes marciales que se enfoca en el judo.
- Kylänlahden Nuorisoseuran Voimistelu- ja Urheiluseura: Club juvenil que promueve la gimnasia y otros deportes.
- Lieksan Liikunta: Organización que apoya diversas actividades deportivas en la comunidad.
- Lieksan Luistinseura: Club de patinaje que ofrece entrenamiento y competiciones.
- Lieksan Loiske: Club de balonmano que fomenta el deporte en la localidad.
- Lieksan Melojat: Club de piragüismo que organiza actividades en los lagos cercanos.
- Lieksan Moottorikerho: Club de motociclismo que promueve competiciones y eventos.
- Lieksan Naisvoimistelijat: Club de gimnasia para mujeres, enfocado en el desarrollo físico y competitivo.
- Lieksan Sukeltajat: Club de buceo que organiza actividades y formación en técnicas de buceo.
- Lieksan Taitoluistelijat: Club de patinaje artístico que apoya a sus miembros en competiciones.
- Lieksan Tanssikerho Chassé: Club de danza que ofrece clases y espectáculos.
- Lieksan Uimarit: Club de natación que organiza entrenamientos y competiciones.
- Lieksan Urheilijat: Club que agrupa diversas disciplinas deportivas y fomenta la participación en competiciones.
- Lieksan Urheiluautoilijat: Club de automovilismo que organiza competiciones y eventos.
- Lieksan Visa: Club de deportes que promueve diversas actividades físicas.
- Matovaaran Mahti: Club que organiza competiciones de orientación.
- Rasti-Pielinen: Club de orientación que fomenta la actividad física al aire libre.
- Pankakosken Tehtaan Urheilijat: Club deportivo vinculado a la comunidad de Pankakoski.
- Pankakosken Valpas: Club que promueve el deporte en Pankakoski.
- Pielisen Ampujat: Club de tiro que organiza competiciones de tiro deportivo.
- Pielisen Tennis: Club de tenis que ofrece entrenamientos y competiciones.
- Pielisjärven Hevosystäväinseura: Club de amantes de los caballos que promueve actividades relacionadas.
- Pielisen Keilaajat: Club de bolos que organiza competiciones y eventos.
- Pielisen Kelkkailijat: Club de motonieves que fomenta el deporte invernal.
- Pielisen Latu: Club que promueve el esquí de fondo y las actividades al aire libre.
- Simon Tikka: Club que organiza competiciones de tiro con arco.
- Voimistelu- ja Urheiluseura Vekara: Club que fomenta la gimnasia y otras disciplinas deportivas desde 1920.
- Viensuun Voimistelu- ja urheiluseura Viesti: Club de gimnasia y deportes que promueve actividades para jóvenes.
- Viensuun Tuike: Club que forma parte de la asociación de bienestar comunitario de Viensuu.
- Vuonislahden Urheilijat: Club deportivo de la comunidad de Vuonislahden.

Estos clubes no solo promueven la actividad física, sino que también fortalecen los lazos comunitarios al ofrecer espacios para la socialización y el trabajo en equipo.

## Clima
| Parámetros climáticos promedio de Lieksa, 1981-2010 normales, extremos 1916-presente | Parámetros climáticos promedio de Lieksa, 1981-2010 normales, extremos 1916-presente | Parámetros climáticos promedio de Lieksa, 1981-2010 normales, extremos 1916-presente | Parámetros climáticos promedio de Lieksa, 1981-2010 normales, extremos 1916-presente | Parámetros climáticos promedio de Lieksa, 1981-2010 normales, extremos 1916-presente | Parámetros climáticos promedio de Lieksa, 1981-2010 normales, extremos 1916-presente | Parámetros climáticos promedio de Lieksa, 1981-2010 normales, extremos 1916-presente | Parámetros climáticos promedio de Lieksa, 1981-2010 normales, extremos 1916-presente | Parámetros climáticos promedio de Lieksa, 1981-2010 normales, extremos 1916-presente | Parámetros climáticos promedio de Lieksa, 1981-2010 normales, extremos 1916-presente | Parámetros climáticos promedio de Lieksa, 1981-2010 normales, extremos 1916-presente | Parámetros climáticos promedio de Lieksa, 1981-2010 normales, extremos 1916-presente | Parámetros climáticos promedio de Lieksa, 1981-2010 normales, extremos 1916-presente | Parámetros climáticos promedio de Lieksa, 1981-2010 normales, extremos 1916-presente |
| Mes                                                                                  | Ene.                                                                                 | Feb.                                                                                 | Mar.                                                                                 | Abr.                                                                                 | May.                                                                                 | Jun.                                                                                 | Jul.                                                                                 | Ago.                                                                                 | Sep.                                                                                 | Oct.                                                                                 | Nov.                                                                                 | Dic.                                                                                 | Anual                                                                                |
| ------------------------------------------------------------------------------------ | ------------------------------------------------------------------------------------ | ------------------------------------------------------------------------------------ | ------------------------------------------------------------------------------------ | ------------------------------------------------------------------------------------ | ------------------------------------------------------------------------------------ | ------------------------------------------------------------------------------------ | ------------------------------------------------------------------------------------ | ------------------------------------------------------------------------------------ | ------------------------------------------------------------------------------------ | ------------------------------------------------------------------------------------ | ------------------------------------------------------------------------------------ | ------------------------------------------------------------------------------------ | ------------------------------------------------------------------------------------ |
| Temp. máx. abs. (°C)                                                                 | 6.7                                                                                  | 6.6                                                                                  | 11.6                                                                                 | 23.6                                                                                 | 30.2                                                                                 | 31.8                                                                                 | 35.6                                                                                 | 31.9                                                                                 | 24.3                                                                                 | 18.4                                                                                 | 10.4                                                                                 | 7.6                                                                                  | '                                                                                    |
| Temp. máx. media (°C)                                                                | −6.9                                                                                 | −6.3                                                                                 | −0.6                                                                                 | 5.8                                                                                  | 13.4                                                                                 | 18.5                                                                                 | 21.4                                                                                 | 18.4                                                                                 | 12.6                                                                                 | 5.8                                                                                  | −0.9                                                                                 | −4.8                                                                                 | 6.4                                                                                  |
| Temp. media (°C)                                                                     | −10.5                                                                                | −10.3                                                                                | −4.9                                                                                 | 1.3                                                                                  | 8.2                                                                                  | 13.6                                                                                 | 16.5                                                                                 | 13.8                                                                                 | 8.8                                                                                  | 3.3                                                                                  | −3.3                                                                                 | −8.0                                                                                 | 2.4                                                                                  |
| Temp. mín. media (°C)                                                                | −14.7                                                                                | −14.8                                                                                | −9.6                                                                                 | −3.3                                                                                 | 2.8                                                                                  | 8.3                                                                                  | 11.5                                                                                 | 9.5                                                                                  | 5.1                                                                                  | 0.9                                                                                  | −5.9                                                                                 | −11.6                                                                                | -1.8                                                                                 |
| Temp. mín. abs. (°C)                                                                 | -41.8                                                                                | -42.4                                                                                | -38.8                                                                                | -21.4                                                                                | -15.0                                                                                | -6.5                                                                                 | -1.5                                                                                 | -2.0                                                                                 | -7.8                                                                                 | -21.5                                                                                | -30.5                                                                                | -47.0                                                                                | '                                                                                    |
| Precipitación total (mm)                                                             | 39                                                                                   | 31                                                                                   | 31                                                                                   | 28                                                                                   | 48                                                                                   | 68                                                                                   | 83                                                                                   | 80                                                                                   | 64                                                                                   | 56                                                                                   | 47                                                                                   | 45                                                                                   | 620                                                                                  |
| Días de precipitaciones (≥ 0.1 mm)                                                   | 21                                                                                   | 18                                                                                   | 16                                                                                   | 12                                                                                   | 13                                                                                   | 14                                                                                   | 14                                                                                   | 16                                                                                   | 17                                                                                   | 18                                                                                   | 20                                                                                   | 22                                                                                   | 201                                                                                  |
| Fuente n.º 1: Instituto Meteorológico Finlandés                                      |                                                                                      |                                                                                      |                                                                                      |                                                                                      |                                                                                      |                                                                                      |                                                                                      |                                                                                      |                                                                                      |                                                                                      |                                                                                      |                                                                                      |                                                                                      |
| Fuente n.º 2: Instituto Meteorológico Finlandés (record highs and lows)              |                                                                                      |                                                                                      |                                                                                      |                                                                                      |                                                                                      |                                                                                      |                                                                                      |                                                                                      |                                                                                      |                                                                                      |                                                                                      |                                                                                      |                                                                                      |

## Personas de Lieksa destacados
- Ilmari Juutilainen (1914-1999)
- Petter Kukkonen (1981-)
- Heikki Turunen[6]